# Barry Hardy
Barry W. Hardy, meglio conosciuto come Barry Hardy (Richmond, 5 luglio 1962), è un ex wrestler statunitense, conosciuto per aver combattuto nella World Wrestling Federation.

## Carriera

### Primi anni e World Wrestling Federation (1987–1989)
Nato a Richmond, in Virginia, Hardy contattò Larry Sharpe e si allenò alla scuola di wrestling di Sharpe chiamata Monster Factory. Dopo essersi allenato sotto la guida di Charlie Fulton, fece il suo debutto nel 1987
Il 15 febbraio, Hardy fece il suo debutto in WWF a WWF Superstars, in coppia con Barry Horowitz contro i detentori del WWF Tag Team Championship i Demolition(Ax e Smash), alla Broome County Arena di Binghamton. 
Apparve altre tre volte in coppia con Sonny Austin contro i Bushwhackers (Bushwhacker Butch e Bushwhacker Luke) a Rochester; e perse contro The Ultimate Warrior a Niagara Falls il 27 giugno; e contro Jake "The Snake" Roberts a Wheeling il 2 ottobre 1989.
Il 3 ottobre, Hardy e Alan Reynolds persero contro i Rockers alla Toledo Sports Arena di Toledo.

### Lords of Darkness (1990–1993)
Nel frattempo, nel circuito indipendente, Hardy lottò in coppia con Duane Gill con il nome "The Lords of Darkness" accompagnati da "Pretty Boy" Larry Shape e presero parte a degli eventi promozionali dell'Atlantic States Wrestling Alliance e Sharpe's World Wrestling Association nel quale vinsero molte volte il titolo di coppia tra il 1990 e il 1992.
I Lords of Darkness iniziarono ad apparire in WWF nel ruolo di jobber, lottarono degli incontri a WWF Prime Time Wrestling contro i Legion of Doom (Hawk e Animal), Orient Express, Rockers (Marty Jannetty e Shawn Michaels) e "Hacksaw" Jim Duggan e Sgt. Slaughter tra il 1990 e la fine del 1991. Nonostante fosse in coppia con Gill, Hardy lottò occasionalmente con diversi partner come Paul Perez contro i campioni di coppia WWF la Hart Foundation (Bret Hart e Jim Neidhart) e con Ross Lindsday contro i Power and Glory (Hercules e Paul Roma).
L'anno successivo, Hardy e Gill sconfissero il Creame Team (Dino Casanova e Rip Sawyer) conquistando il MEWF Tag Team Championship il 2 agosto 1991. In quell'anno in WWF, lottò contro "Texas Tornado" Kerry Von Erich, Big Bully Busick, e il Million Dollar Champion Virgil.
Nel giorno di San Patrizio del 1992, Hardy apparve a un evento nel della MCW Wrestling dove insieme a Danny Kass sconfisse i Nightmares (Danny Devis e Ken Wayne). Verso la metà dell'anno, affrontò Bret Hart, Crush, Bob Backlund e Lance Cassidy. Durante i suoi incontri con Backlund e Cassidy, Doink the Clown faceva degli scherzi ai suoi avversari come fare scivolare Backlund su una buccia di banana e attaccare un foglio con la scritta "kick me" dietro la giacca di Cassidy. In seguito, Hardy lottò contro Tatanka e British Bulldog a WWF Superstars e fece coppia con Kato degli Oriental Express perdendo contro i Bushwhackers il 5 maggio. Nello stesso anno, Hardy e Gill presero parte a due delle tre battle royal a 40 uomini. La prima si svolse il 2 giugno alla quale parteciparono i Money Inc. (Ted DiBiase e IRS), Nasty Boys (Brian Knobbs e Jerry Sags), The Beverly Brothers (Beau e Blake Beverly), High Energy (Koko B. Ware e Owen Hart), Sgt. Slaughter, Bret Hart, British Bulldog, Virgil, Tito Santana, Rick Martel, "The Texas Tornado" Kerry Von Erich, Skinner, Repo Man, Jim Powers, Jim Brunzell, Glenn Ruth, Phil Apollo, Barry Horowitz, Bobby Star, Dublin Destroyer, Rick Johnson, Al Hunter, Bob Knight, Rick Danger, Jerry Davis, Scott Antonio, Tony Ulysses, Bruce Mitchell, Joe Milano e molti altri.
La seconda battle royal si svolse due mesi più tardi, vinta da Tatanka, a cui presero parte Tito Santana, Bret Hart, Sgt. Slaughter, Col. Mustafa, Shawn Michaels, Crush, Kerry Von Erich, Virgil, Skinner, Repo Man, Barry Horowitz, Jim Powers, Brooklyn Brawler, Reno Riggins, Dale Wolfe, Brian Costello, Chuck Casey, Dom Jones, Burt Spears, Thor Anderson, Tom Cumberland, Mark Kordis, Legion of Doom, Money Inc. (Ted DiBiase e IRS), The Beverly Brothers (Beau e Blake Beverly), The Nasty Boys (Brian Knobs e Jerry Saggs), High Energy (Koko B. Ware e Owen Hart), e i Natural Disasters (Earthquake e Typhoon). La battle royal fu la prima e più grande a essersi svolta nella storia della WWF e venne inserita nel WWF Magazine. Quelle battle royal erano considerate le più grandi a essersi svolte in un evento di wrestling fino all'introduzione della three ring 60-man battle royal a World War 3 tre anni dopo. Fece le sue ultime apparizioni a WWF Primetime perdendo contro The British Bulldog il 28 settembre e contro Bret Hart il 5 ottobre 1992.
Il 23 gennaio 1993, Hardy e Gill persero il WWA Tag Team Championship contro i detentori dell'ECW World Tag Team Championship i Super Destroyes in un evento interpromozionale tra la World Wrestling Alliance e l'Eastern Championship Wrestling al Radisson Hotels di Filadelfia, riconquistarono il titolo di coppia per poi perderlo contro Chris Candido e Chris Evans e abbandonare la WWF poco tempo dopo.

### The Executioners (1992–1994)
Nella prima metà del 1993, Hardy e Gill iniziarono a combattere in coppia nella World Wrestling Federation con il nome di Executioners. Il 9 marzo, solo tre giorni dopo aver perso il titolo di coppia, Hardy e Gill apparve con il nome di Toxic Turtles all'Augusta Civic Center con 8.000 spettatori. Il loro match venne registrato per WWF Challenge. Negli incontri in singolo, Hardy affrontò Tito Santana nella sua ultima apparizione televisiva in WWF a Wilkes-Barre il 6 luglio dello stesso anno. Lottò contro Tatanka, Jim Duggan, Virgil, Mr. Perfect, e Razor Ramon così come lottà in coppia con Reno Riggins, Brooklyn Brawler, Bart Centeno e Barry Horowitz.
Apparsi a Monday Night Raw per quasi tutto l'anno, Hardy e Gill affrontarono gli Steiner Brothers (Rick e Scott Steiner), The Quebecers (Jacques e Carl) e Men on a Mission (Mo e Mabel). Hardy e Gill affrontarono i Men on a Mission nel loro match di debutto in WWF A WWF Challenge molti mesi prima della loro rottura nel 1995.

### World Wrestling Federation e World Championship Wrestling (1995)
Hardy tornò in WWF per un breve periodo affrontando i Bushwhackers, i The Headshrinkers (Samu e Fatu) e gli Smoking Gunns (Bart e Billy Gunn) con vari partner. Durante quel periodo, combatté inoltre in incontri singoli contro Davey Boy Smith e Jim Neidhart.
L'anno seguente, Hardy apparve nella World Championship Wrestling dove insieme a Marcus Watson affrontò l'allora United States Champion Vader in un handicap match all'Universal Studios di Orlando il 5 febbraio 1995. Un mese più tardi, insieme a Scott Armstrong affrontò la Stud Stable di Col Robert Parker (Bunkhouse Buck e Dick Slater) il 25 febbraio.

## Titoli e Riconoscimenti
- Atlantic States Wrestling Alliance
  - ASWA Heavyweight Championship (1, primo campione)
  - ASWA Tag Team Championship (2) - con Duane Gill
- Eastern Wrestling Federation
  - EWF Tag Team Championship (1) - con Duane Gill
- Maryland Championship Wrestling
  - MCW Hall of Fame (Class 2009)
- Maryland Wrestling Association
  - MWA Maryland Championship (1, primo campione)
- Mid-Eastern Wrestling Federation
  - MEWF Tag Team Championship (1) - con Duane Gill
- New Millennium Wrestling
  - NMW Heavyweight Tag Team Champions (1) - con Mike Rose
- North Eastern Wrestling Federation
  - NEWF American Heavyweight Championship (1)
- World Wrestling Association
  - WWA Tag Team Championship (3) - con Duane Gill